# Adriaen Thomas Key

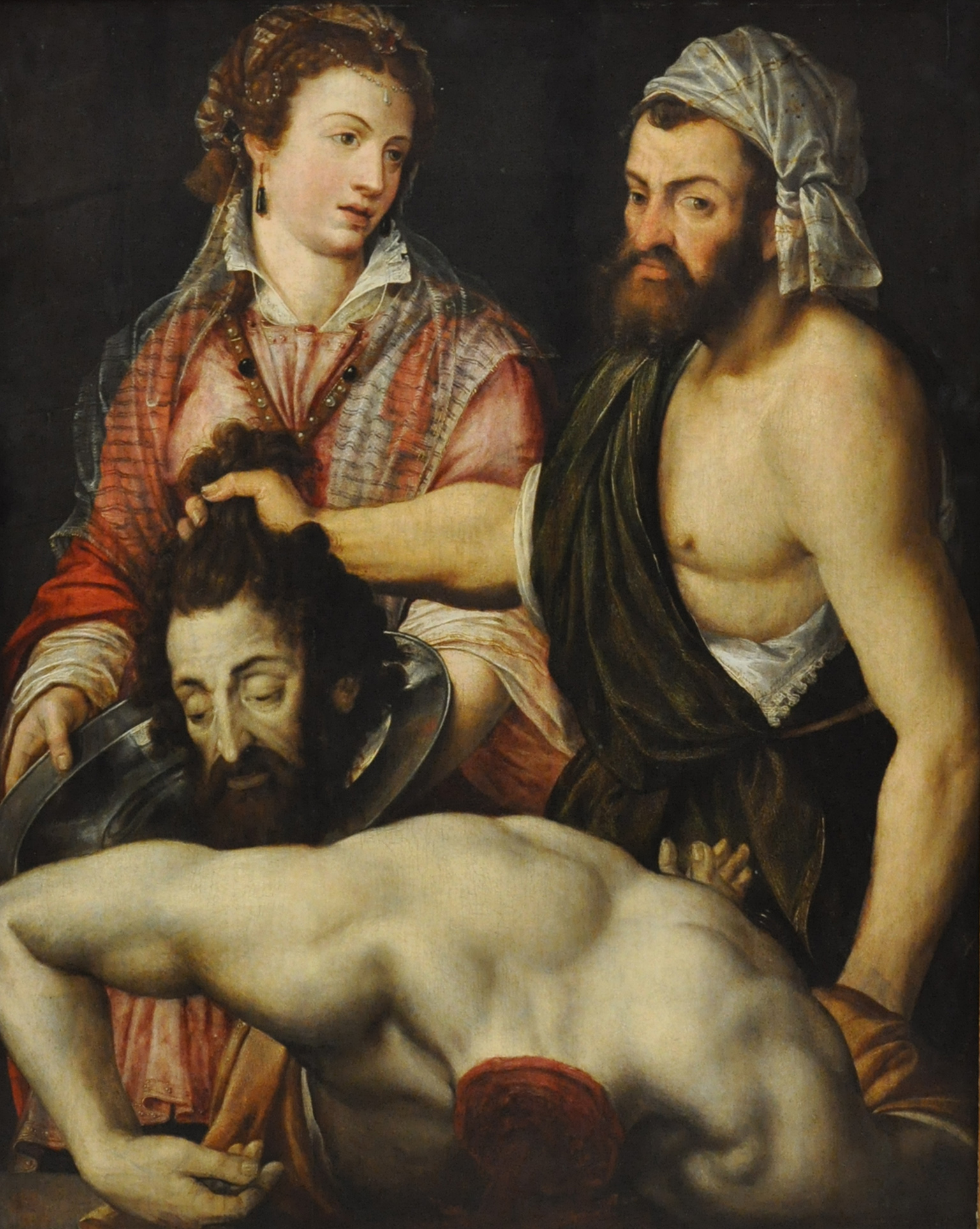
Salome z głową Jana

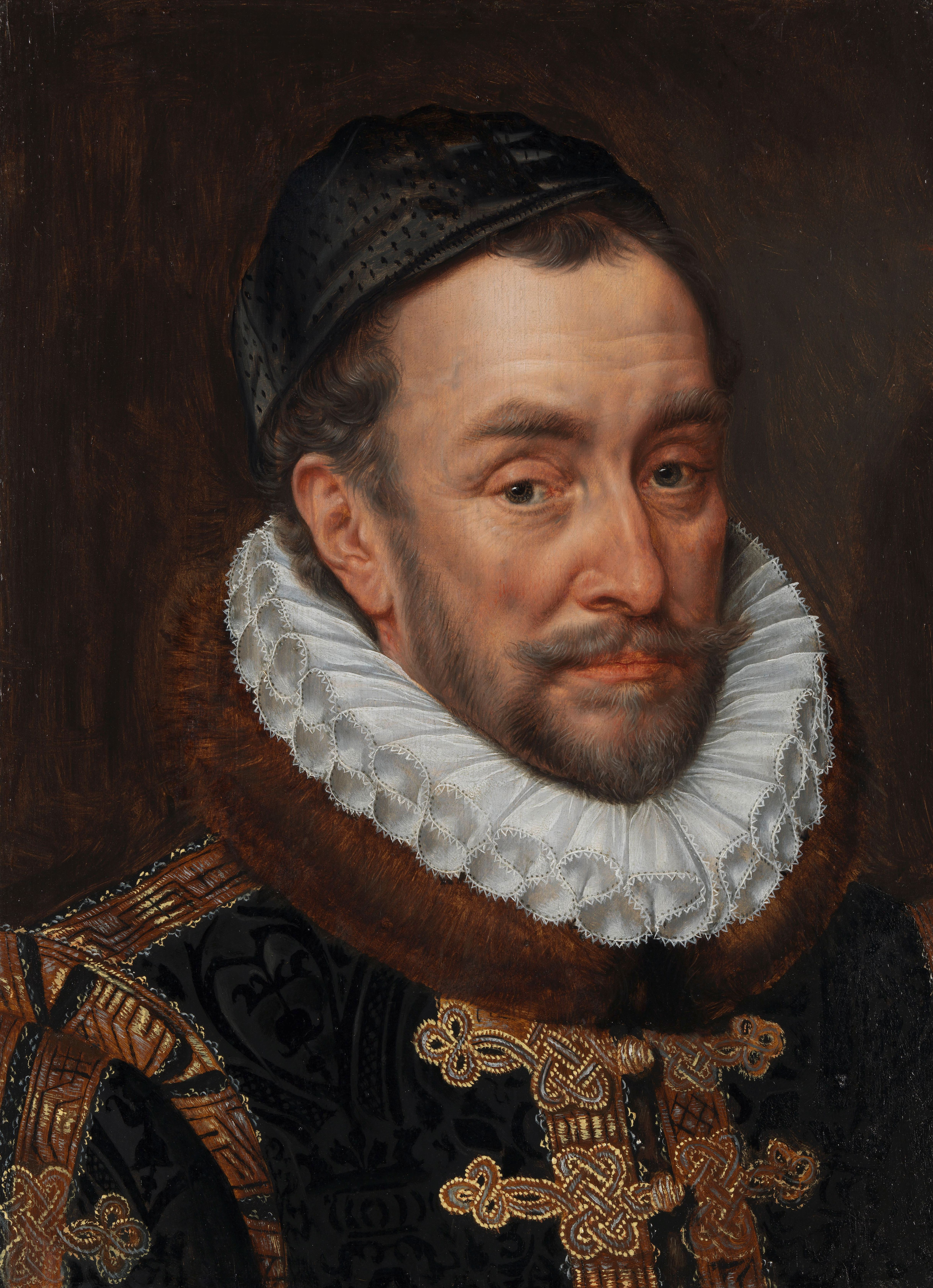
Portret Wilhelma I Orańskiego, Rijksmuseum

Adriaen Thomas Key (ur. ok. 1544 w Antwerpii, zm. ok. 1590 tamże) – flamandzki malarz renesansowy.
Był bratankiem i być może uczniem Willema Keya, w 1560 został mistrzem gildii św. Łukasza w Antwerpii. Malował głównie portrety zbliżone stylem do prac Anthonisa Mora. Artysta był najbardziej aktywny w latach 1572–1583, ostatnia wzmianka o nim pochodzi 1589 roku.

## Wybrane prace
- Kawaler Jean de Mauregnault, Antwerpia,
- Zbiorowy portret rodzinny, 1583,
- Mężczyzna ze szklanką wina, 1575, Brunszwik,
- Portret Williama Milczącego, kilka wersji.